# NationStates
NationStates est un jeu vidéo de simulation gouvernementale en ligne créé par l'écrivain australien Max Barry, sur le thème de la gestion d'une nation (principalement jeu de rôle seul avec l'ordinateur) et de ses relations avec les autres (principalement jeu de rôle en groupe par l'imagination). 
Ce jeu a aujourd'hui débordé des frontières du site qui l'héberge pour s'étendre au sein de communautés de joueurs qui vont plus loin que ce que permet le site, par exemple avec la mise de place de forums, de cartes régionales, voire la création de véritables institutions de gouvernement régionales.